# Orthophytum
Genre
Classification APG III (2009)
Orthophytum est un genre de plantes de la famille des Bromeliaceae dont toutes les espèces sont endémiques du Brésil.

## Espèces
- Orthophytum albopictum Philcox
- Orthophytum alvimii W.Weber
- Orthophytum amoenum (Ule) L.B.Sm.
- Orthophytum argenteum Louzada & Wand.
- Orthophytum atalaiense J.A.Siqueira & Leme
- Orthophytum benzingii Leme & H.E.Luther
- Orthophytum boudetianum Leme & L.Kollmann
- Orthophytum braunii Leme
- Orthophytum buranhense Leme & A.P.Fontana
- Orthophytum burle-marxii L.B.Sm. & Read
- Orthophytum catingae Leme
- Orthophytum cearense Leme & F.J.S.Monteiro
- Orthophytum compactum L.B.Sm.
- Orthophytum conquistense Leme & M.Machado
- Orthophytum diamantinense Leme
- Orthophytum disjunctum L.B.Sm.
- Orthophytum duartei L.B.Sm.
- Orthophytum eddie-estevesii Leme
- Orthophytum elegans Leme
- Orthophytum erigens Leme
- Orthophytum estevesii (Rauh) Leme
- Orthophytum falconii Leme
- Orthophytum foliosum L.B.Sm.
- Orthophytum fosterianum L.B.Sm.
- Orthophytum glabrum (Mez) Mez
- Orthophytum graomogolense Leme & C.C.Paula
- Orthophytum grossiorum Leme & C.C.Paula
- Orthophytum guaratingense Leme & L.Kollmann
- Orthophytum gurkenii Hutchison
- Orthophytum harleyi Leme & M.Machado
- Orthophytum hatschbachii Leme
- Orthophytum heleniceae Leme
- Orthophytum horridum Leme
- Orthophytum humile L.B.Sm.
- Orthophytum jabrense Baracho & J.A.Siqueira
- Orthophytum jacaraciense Leme
- Orthophytum lanuginosum Leme & C.C.Paula
- Orthophytum lemei E.Pereira & I.A.Penna
- Orthophytum leprosum (Mez) Mez
- Orthophytum lucidum Leme & H.E.Luther
- Orthophytum lymanianum E.Pereira & I.A.Penna
- Orthophytum macroflorum Leme & M.Machado
- Orthophytum magalhaesii L.B.Sm.
- Orthophytum maracasense L.B.Sm.
- Orthophytum mello-barretoi L.B.Sm.
- Orthophytum mucugense Wand. & A.A.Conc.
- Orthophytum navioides (L.B.Sm.) L.B.Sm.
- Orthophytum ophiuroides Louzada & Wand.
- Orthophytum piranianum Leme & C.C.Paula
- Orthophytum pseudostoloniferum Leme & L.Kollmann
- Orthophytum pseudovagans Leme & L.Kollmann
- Orthophytum rafaelii Leme
- Orthophytum riocontense Leme
- Orthophytum roseum Leme
- Orthophytum rubiginosum Leme
- Orthophytum rubrum L.B.Sm.
- Orthophytum sanctum L.B.Sm.
- Orthophytum saxicola (Ule) L.B.Sm.
- Orthophytum schulzianum Leme & M.Machado
- Orthophytum striatifolium Leme & L.Kollmann
- Orthophytum sucrei H.E.Luther
- Orthophytum teofilo-otonense Leme & L.Kollmann
- Orthophytum toscanoi Leme
- Orthophytum triunfense J.A.Siqueira & Leme
- Orthophytum ulei Louzada & Wand.
- Orthophytum vagans M.B.Foster
- Orthophytum vidaliorum O.B.C.Ribeiro & C.C.Paula
- Orthophytum zanonii Leme